# Edmund Wnuk-Lipiński
Edmund Wnuk-Lipiński, né le 4 mai 1944 à Sucha et mort le 4 janvier 2015 à Varsovie) est un sociologue, professeur et écrivain polonais. 

## Biographie
Il est le fondateur et premier directeur de l'Institut d'études politiques de l'Académie polonaise des sciences ainsi que le recteur du Collegium Civitas (en) de Varsovie[Quand ?],. Depuis 1999, il enseignait au Collège d'Europe (campus de Natolin).
Wnuk-Lipiński est également un auteur de science-fiction, précurseur, avec d'autres auteurs tels Janusz Zajdel, de l'anticipation en Pologne. Le deuxième volet de sa trilogie dystopique, Apostezjon (Wir pamięci, Rozpad połowiczny et Mord założycielski), a reçu le Janusz A. Zajdel Award (en) du meilleur roman polonais de science-fiction de 1988,.

## Référence
- (en) Cet article est partiellement ou en totalité issu de l’article de Wikipédia en anglais intitulé « Edmund Wnuk-Lipiński » (voir la liste des auteurs).